# Кабожа (Хвойнинський район)
Кабожа (рос. Кабожа) — залізнична станція в Хвойнинському районі Новгородської області Російської Федерації.
Населення становить 1063 особи. Входить до складу муніципального утворення Кабозьке сільське поселення.

## Історія
Від 2005 року входить до складу муніципального утворення Кабозьке сільське поселення

## Населення
| 2009 | 2010  |
| ---- | ----- |
| 1094 | ↘1063 |